# Coupvent Point
Coupvent Point est une pointe, avec plusieurs rochers détachés, faisant saillie au nord de la péninsule de la Trinité.

## Géographie
Coupvent Point se trouve près de l'extrémité est de la côte nord de la péninsule Trinity, qui constitue elle-même la pointe de la péninsule Antarctique. Il fait face au détroit de Bransfield et se trouve à l'est des îles Duroch et de la péninsule Schmidt, au nord du Mott Snowfield (en) et à l'ouest de Caleta Thornton et de Prime Head (en). Nomad Rock, Lafarge Rocks et l'île Casy se trouvent au nord de la pointe,. 

## Histoire
Jules Dumont d'Urville a nommé le lieu en l'honneur d'Aimé Coupvent-Desbois, officier sur la Zélée, puis sur L'Astrolabe. 